# 発煙
| ウィキペディアには「発煙」という見出しの百科事典記事はありません（タイトルに「発煙」を含むページの一覧/「発煙」で始まるページの一覧）。 代わりにウィクショナリーのページ「発煙」が役に立つかもしれません。 |